# Camille Muls (atlete)
Camille Muls (24 maart 1999) is een Belgische atlete, die gespecialiseerd is in de middellange afstand. Ze werd viermaal Belgisch kampioene.

## Loopbaan
Muls werd in 2017 voor het eerst Belgisch indoorkampioene op de 800 m. Ook in 2019 en 2020 veroverde ze de indoortitel op de 800 m.
Muls is aangesloten bij Excelsior Sports Club

## Belgische kampioenschappen
Outdoor
| Onderdeel | Jaar |
| --------- | ---- |
| 800 m     | 2021 |

Indoor
| Onderdeel | Jaar             |
| --------- | ---------------- |
| 800 m     | 2017, 2019, 2020 |

## Persoonlijke records
Outdoor
| Onderdeel | Prestatie | Datum       | Plaats   |
| --------- | --------- | ----------- | -------- |
| 800 m     | 2.03,72   | 1 juni 2019 | Oordegem |

Indoor
| Onderdeel | Prestatie | Datum           | Plaats |
| --------- | --------- | --------------- | ------ |
| 800 m     | 2.05,42   | 5 februari 2020 | Reims  |

## Palmares

### 800 m
- 2017:  BK indoor AC – 2.11,15
- 2018:  BK indoor AC – 2.11,84
- 2018: 7e ½ fin. WK U20 te Tampere – 2.08,16
- 2019:  BK indoor AC – 2.06,50
- 2019: 3e in serie EK U23 te Gävle – 2.07,18
- 2019:  BK AC – 2.06,37
- 2020:  BK indoor AC – 2.08,80
- 2021:  BK AC – 2.05,85
- 2022:  BK indoor AC – 2.08,57

### veldlopen
- 2019:  BK korte cross